# ヨークタウン (CV-5)
ヨークタウン (USS Yorktown, CV-5) はアメリカ海軍の航空母艦。ヨークタウン級航空母艦のネームシップ。艦名はアメリカ独立戦争のヨークタウンの戦いに因み、その名を持つ艦としては三隻目。1942年、ミッドウェー海戦で沈没した。
愛称は「オールド・ヨーキィ」。また、101日間正規の補給無しで外洋で活動を続けたことから「ワルチング・マチルダ（ワルツを踊るマチルダ）」と呼ばれた。

## 艦歴
「ヨークタウン」は1934年5月21日にバージニア州ニューポート・ニューズのニューポート・ニューズ造船所で起工した。1936年4月4日にエレノア・ルーズベルトによって進水され、バージニア州ノーフォークの海軍作戦基地において1937年9月30日に初代艦長アーネスト・D・マクウォーター大佐の指揮下就役した。
艤装完了後「ヨークタウン」はバージニア州ハンプトン・ローズで慣熟訓練を行い、バージニア岬沖で新たに配備された航空団の訓練を行った。
1938年1月8日にカリブ海へ出航し、プエルトリコのクレブラに1月13日到着。続く1ヶ月にも及ぶ試運転の間にヴァージン諸島セント・トーマス島のシャーロット・アマリィ、ハイチのゴナイブ、キューバのグアンタナモ湾、パナマ運河地帯のクリストバルを訪れた。クリストバルのコロン湾を3月1日に出航し、ハンプトン・ローズに6日に帰港した。翌日調整のためノーフォーク海軍工廠へ移動。1938年の秋の間を使って修理と調整が行われ、10月17日に海軍工廠からノーフォーク海軍基地へ移動し、またすぐに南方に向かい訓練というのが繰り返された。
「ヨークタウン」は東海岸を拠点としてチェサピーク湾からグアンタナモ湾までの範囲で作戦行動を行う。1939年には第2空母部隊の旗艦として最初の対抗演習「Fleet Problem XX」に姉妹艦「エンタープライズ (USS Enterprise, CV-6)」と共に参加した。その演習の様子は重巡洋艦「ヒューストン (USS Houston, CA-30)」に乗艦した大統領フランクリン・ルーズベルトに目撃されている。
演習が終了すると「ヨークタウン」は4月20日にハンプトン・ローズに帰還する。一週間後にパナマ運河を通過して太平洋艦隊に合流、定期的な作戦行動に入る。1940年はカリフォルニア州サンディエゴを拠点として活動し、同年4月には演習「Fleet Problem XXI」に参加した。
「Fleet Problem XXI」での結論でハワイ水域の艦隊勢力を維持するため、「ヨークタウン」は翌年の春までアメリカ西海岸、ハワイ海域で活動した。しかしながらドイツ海軍のUボートによって大西洋上を航行する英国艦船の撃沈が相次いだことで、アメリカの海軍力の配置が変更されることとなった。大西洋艦隊強化のため、海軍は「ヨークタウン」を含む主要戦力を移動させることとなる。
「ヨークタウン」は駆逐艦「ウォリントン(USS Warrington, DD-383)」「ソマーズ(USS Somers, DD-381)」および「ジョーエット(USS Jouett, DD-396)」と共に1941年4月20日に真珠湾を出港、パナマ運河を5月6日～7日に通過し5月12日、バミューダに到着する。このときからアメリカ海軍は戦争状態に突入し、「ヨークタウン」はニューファンドランドからバミューダへかけての範囲を4回偵察し、アメリカが中立でいる間に17,642マイル (28,392 km) を航海した。

### 第二次世界大戦
日本海軍による真珠湾攻撃で、アメリカ太平洋艦隊の戦艦群はほぼ壊滅に近い打撃を受けたが、空母は出港していて無傷であったため、これらが戦略的な重要性を持つこととなった。1941年12月7日の時点で太平洋に配備されていた空母は「エンタープライズ」「レキシントン (USS Lexington, CV-2)」「サラトガ (USS Saratoga, CV-3)」の3隻で、「レンジャー (USS Ranger, CV-4)」「ワスプ (USS Wasp, CV-7)」そして最近就役した「ホーネット (USS Hornet, CV-8)」は大西洋にいた。「ヨークタウン」は1941年12月16日にノーフォークを出港し太平洋に向かった。この間に航行しながら20ミリ機銃を取り付けた。12月12日にパナマ運河を抜け、1941年12月30日にサンディエゴに到着。そこで、新たに形成されたフランク・J・フレッチャー少将率いる第17任務部隊の旗艦となった。サンディエゴでは補用機42機を搭載し、それによって搭載機数は129機となった。
「ヨークタウン」の太平洋での最初の任務はアメリカ領サモアへ海兵隊増援部隊を運ぶ船団の護衛であった。1942年1月6日にサンディエゴを出港し、トゥトゥイラ島のパゴパゴへの海兵隊の移動を支援した。このとき「ヨークタウン」に同行したのは海兵隊を載せた3隻の客船「モントレー(SS Monterey)」「マトソニア(SS Matsonia)」「ラーリーン(SS Lurline)」と弾薬運搬船「ラッセン(USS Lassen, AE-3)」、給油艦「カスカスキア(USS Kaskaskia, AO-27)」、重巡洋艦「ルイビル (USS Louisville, CA-28)」、軽巡洋艦「セントルイス (USS St. Louis, CL-49)」、駆逐艦「シムス (USS Sims, DD-409)」「ヒューズ (USS Hughes, DD-410)」「ラッセル (USS Russell, DD-414)」「ウォーク (USS Walke, DD-416)」であった。1月7日、「ヨークタウン」搭載のF4F戦闘機1機が不時着水した。続いて1月8日、1月12日、1月14日にも戦闘機が失われ、原因究明が命じられた。
海兵隊の移動支援を終えると、「ヨークタウン」は「エンタープライズ」とともに1月25日にサモア海域を離れた。六日後、マーシャル・ギルバート諸島機動空襲のため、「エンタープライズ」を中心に第8任務部隊、「ヨークタウン」を中心に第17任務部隊が形成された。そして、第8任務部隊はマーシャル諸島攻撃に、第17任務部隊はギルバート諸島攻撃に向かった。1月31日、「ヨークタウン」は攻撃隊を発進させ、ボブ・アームストロング少佐率いるSBD急降下爆撃機17機とジョー・テイラー少佐率いるTBD雷撃機11機がヤルートに、ビル・バーチ少佐率いる急降下爆撃機9機がマキンに、ウォリイ・ショート大尉率いる急降下爆撃機5機がミリに向かった。このうちヤルート攻撃はカーチス・スマイリイ中佐が総指揮を取った。この攻撃で「ヨークタウン」は7機の搭載機を失った。SBD2機とTBD2機が空中衝突により喪失。TBD2機がヤルート環礁で不時着して乗員は日本軍に投降し、SBD1機が帰還途中に不時着した。ヤルートに対する第2次攻撃も計画されたが、大雨や日没のため中止された。2月6日、真珠湾に入港。10日間在泊し補給などを行った。
2月16日（14日）、「ヨークタウン」は重巡「ルイビル」「アストリア (USS Astoria, CA-34) 」、駆逐艦6隻とともに出港した。「ヨークタウン」の任務はオーストラリアとの交通路の防衛であった。3月6日、空母「レキシントン」を基幹とする第11任務部隊（ウィルソン・ブラウン少将）と合流。両空母はニューカレドニアへの連合国軍部隊移動支援のため、ラバウルとガスマタに対する攻撃を命じられた。だが、日本軍のラエ・サラモア上陸を受けて目標がラエ・サラモア地区に変更された。3月10日、2隻の空母から104機がオーエンスタンレー山脈越えの攻撃に向かった（ラエ・サラモアへの空襲）。ヨークタウンからはまずビル・バーチ少佐指揮のSBD13機とジョー・テイラー少佐指揮のTBD12機が発進し、続いてボブ・アームストロング少佐指揮のSBD17機以上、最後にオスカー・ペダーソン少佐がF4F10機を率いて発進した。「ヨークタウン」の攻撃隊は全機帰還したが、「レキシントン」の攻撃隊は1機を失った。「ヨークタウン」攻撃隊はラエを、「レキシントン」攻撃隊はサラモアを攻撃し、戦果はラエでは特設巡洋艦「金剛丸」と特設敷設艦「天洋丸」が撃沈、特設運送船「黄海丸」中破、サラモアでは陸軍輸送船「横浜丸」撃沈、輸送船「ちゃいな丸」と敷設艦「津軽」損傷であった。この攻撃後、「レキシントン」は「ヨークタウン」と別れて真珠湾へ向かい、「ヨークタウン」は珊瑚海の哨戒任務に戻った。この哨戒任務は極めて単調で乗組員たちはトランプゲームに興じ、スプーンと鑢で50セント玉から銀指輪を作り、10セント玉はイヤリングへと化け、編み物に凝りベッド飾りやアフガン編みで水差しのカバーを作った。また共産主義者を公言する者達は戦後に「ヨークタウン」の共同生活体をつくることを計画し、乗組員の最古参であるウォルター・フォックス兵曹により、催眠術教室が開かれた。フレッチャー司令とバックマスター艦長は電灯のスイッチの文字で議論をした。また、食事の単調さから乗組員が食料庫に忍びこむ事が多くなった。以前から懸念されていた戦闘機の問題の原因もこの期間に判明した。それは以前より燃料の品質が劣っていたことでランクのゴム製ライナーが腐食し、その破片がパイプに詰まってエンストを起こしていたというものであった。

### 珊瑚海海戦
日本軍は次の作戦としてポートモレスビー攻略を計画していたが、アメリカは暗号解読によりそれを察知した。4月29日、「ヨークタウン」は「五月一日より、珊瑚海で作戦行動すべし。米豪交通線を確保するため、好機あらば敵艦隊および海上輸送、航空機を撃滅せよ」との命令を受信した
5月1日、エスピリトゥサント島で「ヨークタウン」は「レキシントン」と会合。また、この日は長きに渡る哨戒任務で遂にトイレットペーパーが切れた記念日でもあった。「ヨークタウン」は給油艦「ネオショー (USS Neosho, AO–23)」から、「レキシントン」は給油艦「ティピカヌー(USS Tippecanoe, AO-21)」から給油を開始したが、フレッチャー少将は給油中の「レキシントン」を残して西進を始めた。5月2日、珊瑚海で艦載機が潜水艦「伊24」を発見して攻撃したが、命中弾はなかった。5月3日、ツラギで揚陸中の日本軍輸送船2隻発見との報告が届いた。これを受けて「ヨークタウン」は北上してレンネル島沖に達し、5月4日にツラギへの攻撃を開始した。「ヨークタウン」からはジョー・テーラー少佐指揮のTBD12機とビス・バーチ少佐指揮のSBD13機、ウォリイ・ショート大尉指揮のTBD15機が発進した。この攻撃では駆逐艦「菊月」に魚雷1本が命中した。未帰還機はなかった。続いて第二次攻撃隊38機が発進。SBD14機が第14掃海隊の「玉丸」「第一号掃海特務艇」「第二号掃海特務艇」を攻撃して3隻とも撃沈。残りは敷設艦「沖島」と駆逐艦「夕月」を攻撃したが、日本軍の水上機2機の妨害を受けたこともあり爆弾魚雷ともに命中しなかった。攻撃隊の損害はTBD1機であった。第3次攻撃ではSBD21機が発進、アメリカ側の記録では上陸用舟艇4隻撃沈とあり、また輸送船「高栄丸」がこの攻撃隊の攻撃で被害を受けている。以上の他にF4F 4機も「ヨークタウン」から発進し、「夕月」を銃撃して艦長などを戦死させたが、2機は燃料欠乏により不時着した。この攻撃では魚雷22本、500ポンド爆弾76発、機関銃弾83,000発が消費された。攻撃終了後、「ヨークタウン」は「レキシントン」との合流のため南下した。
5月5日、「ヨークタウン」は再び「レキシントン」と合流。またオーストラリアから出撃してきた第44任務部隊（クレース少将、オーストラリア海軍の重巡「オーストラリア (HMAS Australia, D84)」、軽巡「ホバート (HMAS Hobart)」）も合流した。これらの部隊は5月6日に統合され第17任務部隊となった。「ヨークタウン」は「ネオショー」からの給油を開始したが、日本軍機に接触されたことから5月6日夕刻に補給を中断して艦隊は北西に向かった。5月7日、重巡「オーストラリア」「シカゴ (USS Chicago, CA-29)」、軽巡「ホバート」、駆逐艦3隻が分離された。また、この日「ヨークタウン」からSBD10機が索敵に発進し、そのうちの1機が空母2、重巡2発見を報告してきた。これを受けて「ヨークタウン」から42機（戦闘機8、急降下爆撃機24、雷撃機10）、「レキシントン」から50機（戦闘機10、急降下爆撃機28、雷撃機12）が発進した。だが、空母発見は報告時のミスであり、実際には索敵機は空母は発見していなかった。しかし、攻撃隊は日本軍のMO主隊（空母「祥鳳」、重巡洋艦4、駆逐艦1）を捕捉、攻撃した。攻撃隊は「祥鳳」を撃沈し、損害は戦闘機2機、急降下爆撃機3機であった。一方この日、日本軍は「ネオショー」を空母と誤認して空母「翔鶴」と「瑞鶴」から攻撃隊を発進させ、「ネオショー」を撃破し随行していた駆逐艦「シムス」を撃沈した。
午後、日本軍は艦爆12機、艦攻15機を発進させフレッチャーの艦隊に対する薄暮攻撃を試みた。アメリカ側はこの攻撃隊をレーダーにより発見、「ヨークタウン」から11機、「レキシントン」から4機の戦闘機が発進して迎撃に向かった。これにより日本側は大きな損害を受け、攻撃を断念して帰途についた。この際、日本機がアメリカの空母を味方の母艦と誤認して着艦を試み、アメリカ側も進入する艦載機を日本機だと気付かないという事があった。このとき「ヨークタウン」の砲術長デイヴィス少佐は「総員、斬り込み隊に備えーっ」と叫んでいる。結局、日米双方が間違いに気付き、日本機は退避して行った。この夜の戦闘でアメリカ側は3名のパイロットが戦死した。
5月8日、「レキシントン」から18機の索敵機が発進した。索敵機は日本の機動部隊を発見し、「ヨークタウン」から39機（戦闘機6、急降下爆撃機24、雷撃機9）、「レキシントン」から43機（戦闘機9、急降下爆撃機22、雷撃機12）が発進した。攻撃隊ではまずヨークタウン第5哨戒機中隊（急降下爆撃機7）が「翔鶴」を攻撃したが命中弾なし。続いてヨークタウン第5爆撃機中隊（急降下爆撃機17）が攻撃し、「翔鶴」に1000ポンド爆弾2発を命中させた。第5爆撃機中隊の攻撃後、ヨークタウン第5雷撃機中隊（雷撃機9）が「翔鶴」を攻撃したが、命中魚雷は無かった。ヨークタウン攻撃隊の損害は喪失、急降下爆撃機3、大破、急降下爆撃機9、雷撃機1、小破、急降下爆撃機6、雷撃機2であった。「翔鶴」にはこの後のレキシントン隊の攻撃でさらに100ポンド爆弾1発が命中している。
アメリカ軍の攻撃隊が日本の空母を攻撃しているころ、アメリカの空母も空襲を受けていた。「ヨークタウン」はまず雷撃8〜9本を受けたがこれは回避した。次いで江間保大尉率いる瑞鶴艦爆隊の攻撃を受け250キロ爆弾1発が艦橋後方、2番エレベーター前23ヒートの場所に命中し、また3発の至近弾によって燃料漏れが生じた。命中した爆弾は飛行甲板、第5爆撃隊の待機室、海兵隊居住区、倉庫の順に貫通し、飛行機用補用品倉庫の装甲甲板で炸裂した。火災による黒煙とガスで機関科ボイラー員は持ち場から脱出した。3つの罐室が損傷するも、決死隊の応急措置により「ヨークタウン」は24ノット発揮可能となった。攻撃では「レキシントン」も損傷し、いったんは復旧したものの爆発を起こして炎上し、処分された。
応急処置で燃料漏れはおさえたものの、給油艦「ネオショー」を失っていた「ヨークタウン」は、5月10日にトンガタプ島に投錨した時点で保有燃料を使い果たしていた。この時の「ヨークタウン」は燃料事情が深刻となっており、既に重油は無くなり、ディーゼル油を炊いてかろうじてトンガにたどり着いていた。すぐさま補給を受けようとしたものの、そこで唯一補給可能であったものはイギリス船搭載のもののみであり、その質は悪く硫黄が浮いていたという。燃料補給とともに応急修理もなされた。5月24日、フレッチャー少将は速やかに帰投せよとの命令を受けた。そして同日「ヨークタウン」はトンガタプ島を離れ、5月27日に真珠湾に到着した。

### ミッドウェー海戦

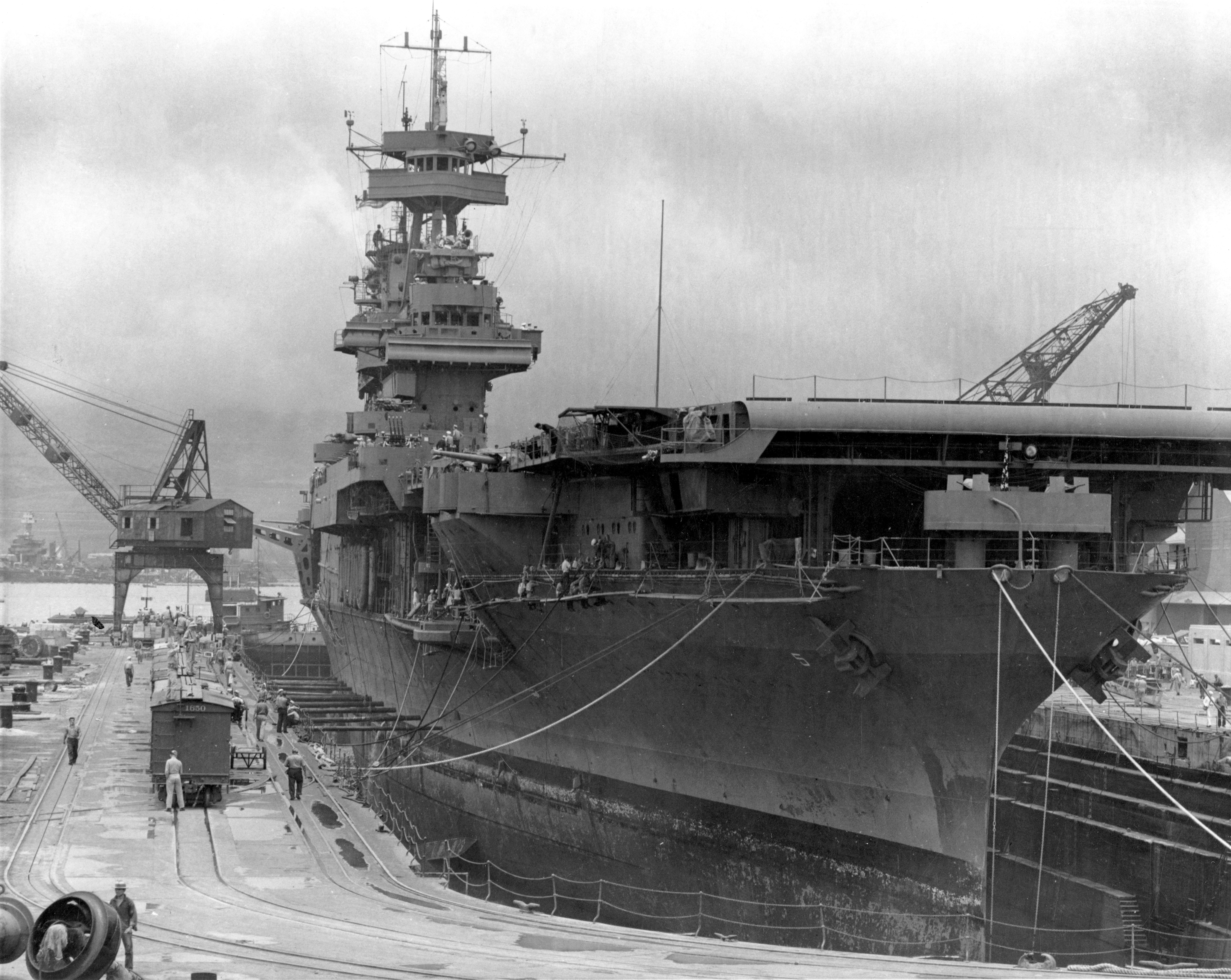
真珠湾のドックに入る空母ヨークタウン。

修理完了には90日やあるいはそれ以上かかると報告されていた「ヨークタウン」であったが、応急修理なら2週間以内にできるかもしれないという報告もあり、5月17日に行われたトンガタプ島帰港後の調査で、早期戦線復帰が可能であれば最低限の修理を真珠湾で行い、戦列復帰させることが決定した。これに伴い修理に必要な物資が大至急でかき集められた。ちなみにこの時集められた物資の中には酒保で使用する冷凍機や酒も含まれていた。
27日に真珠湾に帰港すると、太平洋艦隊司令長官チェスター・W・ニミッツ大将が直接損傷状況検分を行い、応急措置を施せば戦列復帰は可能と判断、3日で修理を行うよう命令した。修理は24時間体勢の突貫工事で、作業効率を優先し民間人である修理工に兵隊を指揮監督させる方式で行われた。修理法は破損箇所に鋼板をツハギで溶接、換気不十分で艦内温度が48.9℃の蒸し風呂状態といったいささか乱暴なものであったが、オアフ島の一部を停電にして海軍工廠に電力を優先に供給するよう調整するなど全面バックアップが取られ、2日後の29日11時には穴は完全に塞ぎ終わりドックの外へ出す事が出来るまでに回復された。
ただ、乗組員の回想では修理はいい加減な間に合わせであり実際、艦各所の隔壁が破壊されていたりずれていたために水密性も大きく悪化しており、ただでさえ低い水雷防御力が更に低下していた。
同時に連戦続きで101日に渡って正規の補給無しで払底していた物資も大急ぎで補給された。ある砲術科の下士官は48時間ぶっ通しで爆弾搭載作業に当たったとの回想が残っている。一番重要な艦載機については珊瑚海海戦で消耗した第5雷撃隊（VT-5）と第5偵察隊（VS-5）は下ろされ「サラトガ」の飛行隊であった第3戦闘機隊（VF-3）、第3爆撃隊（VB-3）、第3雷撃隊（VT-3）が搭載された。残る元々の搭載機のうち第42戦闘機隊（VF-42）はVF-3に組み込まれ、第5爆撃隊（VB-5）は第5偵察隊（VS-5）と改称された。最終的に艦載機は、
- 戦闘機：F4Fワイルドキャット25機
- 爆撃機：SBDドーントレス37機
- 雷撃機：TBDデバステーター12機

となった。
この時戦闘機は従来のF4F-3から新たにF4F-4が搭載されたが、F4F-4を整備した事がある整備士も整備マニュアルもなく整備は難航を極め、出航後も突貫で整備された。またパイロットも照準器の調整が必要、機銃を2門追加した事による運動性低下に対する完熟飛行は無し、都合3空母のパイロットの寄せ集めで1つの部隊としての訓練も無しという状態であった。
ミッドウェー海戦において「ヨークタウン」は、当初フレッチャー少将の指示により後方で艦隊直掩と索敵を担当することとなっていた。しかしレイモンド・A・スプルーアンス少将率いる第16任務部隊が発見した日本空母艦隊へ攻撃隊を発艦させた際、フレッチャー少将は新たな敵艦隊が居なかったことからヨークタウンも攻撃に加わることを決めた。
- ヨークタウン攻撃隊[65]
  - 第三戦闘機隊：F4Fワイルドキャット6機＝指揮官：ジョン・S・サッチ少佐
  - 第三爆撃機隊：SBDドーントレス17機＝指揮官：マックスウェル・レスリー少佐
  - 第三雷撃機隊：TBDデバステーター12機＝指揮官：ランス・マッセイ少佐

フレッチャー少将は当初第二波も出撃させる予定であったが、珊瑚海海戦にて索敵ミスから日本空母艦隊ではなく離れていた小型空母の祥鳳に攻撃を集中させてしまった失敗を踏まえ、更に敵艦隊の詳細が分かるまで待機させた。
攻撃に向かう際、レスリー少佐機含む爆撃機隊4機が整備時の配線ミスで爆弾を誤投棄してしまうアクシデントがあったが、そのまま日本艦隊へと向かった。発艦時にペダーソン飛行長が行った航行指示が功を奏し、ヨークタウン攻撃隊は全部隊がまとまって日本艦隊に辿り着き、攻撃を行うことができた。42機にも及ぶ零戦の直援隊による攻撃を受け、雷撃機隊はマッセイ少佐含む10機が撃墜される大損害をうけたものの、サッチ少佐率いる戦闘機隊は後にサッチウィーブと呼ばれる編隊空戦術を行い1機被撃墜に対して5機撃墜という戦果を上げた。そしてレスリー少佐率いる爆撃機隊は、攻撃を受けて緊急支援要請を出したマッセイ少佐らの攻撃機を援護するため前方に見える空母「蒼龍」を攻撃。爆弾3発を命中させ、後に沈没させる成果を上げた。なおこの時レスリー少佐は前述のアクシデントにより爆弾を誤投棄してしまっていたが、僚機の援護のために部隊の先頭に立ち、機銃掃射をもって突撃したという。この時同時に攻撃を行ったエンタープライズ爆撃機隊の攻撃により、空母「赤城」「加賀」も後に沈没する事となった。
だが、この後「ヨークタウン」は残る「飛龍」の反撃を一身に受けた。飛龍攻撃隊の接近に伴い「ヨークタウン」では対空戦闘準備が行われていたし速力は30.5ノット (56.5 km/h) を発揮していたという。まず第1次攻撃隊として小林道雄大尉率いる18機の九九式艦上爆撃機の攻撃が行われ、直掩機の迎撃により10機が撃墜され、対空砲火の迎撃により2機が投弾前に撃墜された。「ヨークタウン」では5インチ砲から1.1インチ機銃、20ミリ機銃、12.7ミリ機銃、7.62ミリ機銃、挙げ句の果てにはスプリングフィールド小銃までもが日本軍機を迎撃したが、残る6機の爆撃を受け3発が直撃した。これにより「ヨークタウン」は炎上し、第1ボイラー室を除いて全ての動力を喪失、航行不能に陥った。しかし迅速な応急修理もあって被弾から約25分後には艦載機の発着艦が可能となり、更に1時間後の13時50分には第4から第6ボイラーの復旧に成功した。しかし、被弾による影響によりレーダーと無線は使用不可能になっており、フレッチャー少将は12時34分に旗艦を重巡洋艦「アストリア」へ変更すること決意し、移乗した。
応急修理完了から約40分後の、「ヨークタウン」は「飛龍」からの第2次攻撃隊として森茂大尉率いる6機の零戦に護衛された、友永丈市大尉率いる九七式艦上攻撃機10機の雷撃を受ける。「ヨークタウン」は最大速力で20.5ノット (38.0 km/h) しか出なかったが、友永大尉ら第一中隊5機中4機が放った魚雷をすべて回避した。だが次席指揮官の橋本敏男大尉率いる第二中隊率いる5機中4機が放った魚雷の内2本が左舷に直撃し、再び航行不能に陥った。この際、橋本は友永機が「ヨークタウン」艦橋に体当たりしたと証言しているが、アメリカ側では被弾し海面に突入したとされている。
この被雷により全てのボイラーが停止、短時間のうちに26度まで傾斜し、転覆の危険もあった。この状況で動力を復帰させるためには浸水を止め、燃料を右舷に移し、傾斜を回復させることが必要だった。だが大型発電機と配電盤の損傷により艦内に電力供給ができず、応急作業は不可能な状態であった。バックマスター艦長は艦は助からないと考え、14時58分に総員退艦を下命した。
「ヨークタウン」は日本軍による鹵獲を警戒して雷撃処分のための駆逐艦「ヒューズ」と共に取り残された。だが「ヨークタウン」のバックマスター艦長は諦めておらず、重巡「アストリア」に救助隊を集結させていた。「ヨークタウン」は修理不足により水密性が悪化した状況でありながら沈没せず、6日午前4時40分、総員退艦から38時間後に駆逐艦「ハムマン (USS Hammann, DD-412)」が「ヨークタウン」に横付けした。バックマスター艦長以下救助隊は「ハムマン」から「ヨークタウン」に移乗し、左舷5インチ砲架の切断投棄、艦載機の残骸の投棄等の作業を開始した。
だが日本海軍も動いており、連絡を受けて遅れて戦場に入った田辺弥八少佐指揮下の日本潜水艦「伊168」によって「ヨークタウン」は現地時間6月7日5時半に発見された。「ヨークタウン」は3ノット (5.6 km/h) で曳航されながら駆逐艦「ハムマン」が横付けして復旧作業の最中であり、傾斜が22度まで回復していた。厳重な警戒態勢であったが、「伊168」はその場で360度旋回をしたり、「ヨークタウン」や駆逐艦の真下を通過するなどして距離を計り、発見から8時間後の13時に4本の八九式魚雷が発射された。これを発見した「ハムマン」は即座に機銃で魚雷の迎撃を図り、「ヨークタウン」からの離脱を行いつつ、爆雷を起爆状態にセットし、対潜戦闘に移ろうとした。だが、「ヨークタウン」には2本の魚雷が右舷に命中。「ハムマン」も「ヨークタウン」から離脱するだけの時間はなく、魚雷1本が命中して轟沈した。魚雷の被害に加え、「ハムマン」轟沈時のボイラー爆発、および「ハムマン」の搭載する爆雷の水中爆発の衝撃が「ヨークタウン」を襲い、右舷喫水線下の損害が更に拡大した。皮肉にも右舷への浸水で傾斜角が17度まで回復した。尤も、既に浸水量が浮力を超え、船体は沈みつつあった。バックマスター艦長はそれでもなお艦を救おうと夜通しで修理をする志願者を募ったが、艦の状態は悪化し復旧作業は断念され、2度目の総員退艦が行われた。

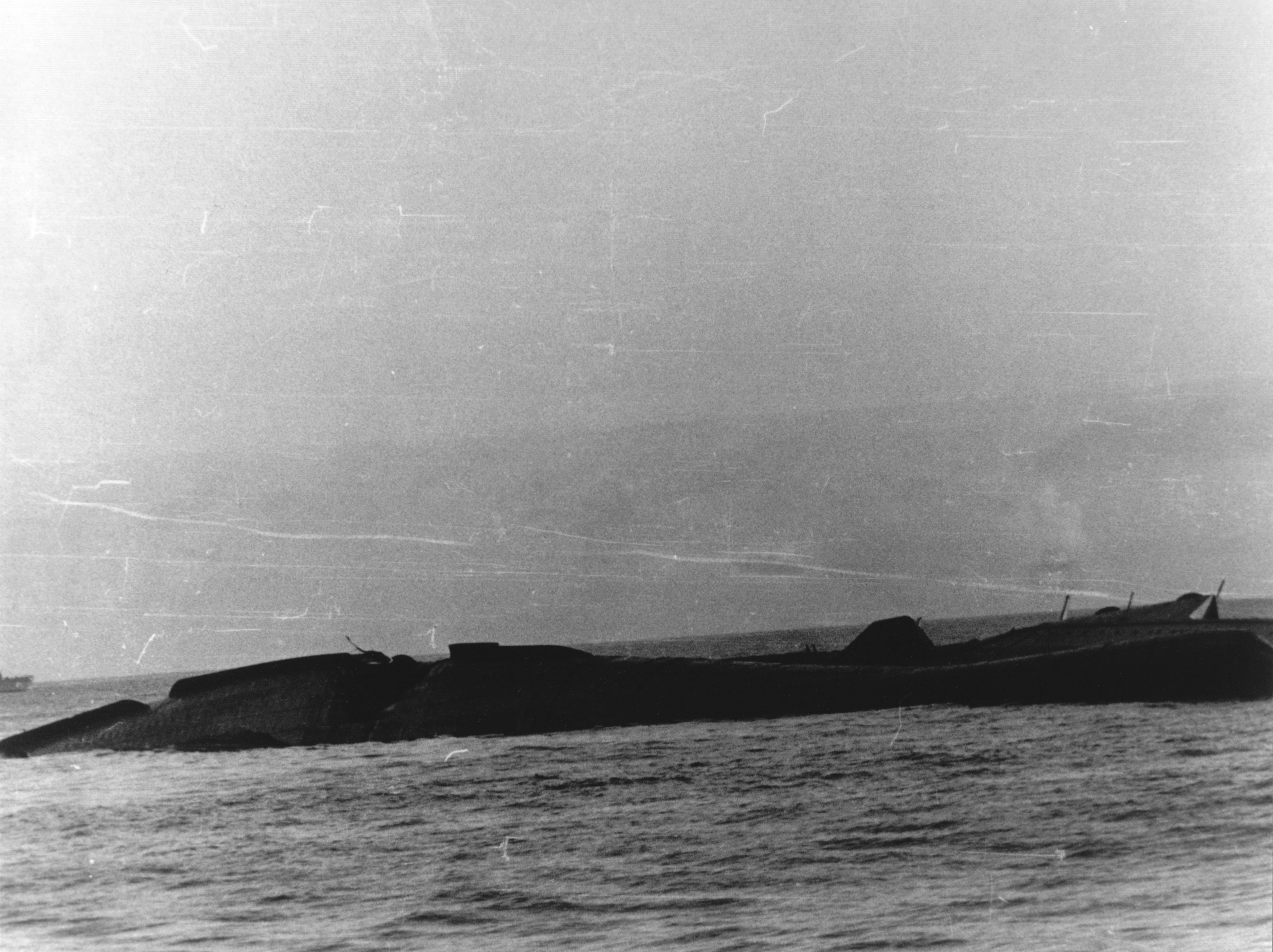
1942年6月7日、沈没するヨークタウン。

護衛の駆逐艦からの反撃は熾烈を極め、「伊168」も大きな損傷を受けたが現場からの退避に成功した。「ヨークタウン」はさらなる大浸水にもかかわらず、翌日5時頃まで艦を保ち続けたが、左舷から転覆し沈没した。なお、沈没に長時間を要したため戦死者数は58名と極めて少数に留まった。「ヨークタウン」は第二次世界大戦の戦功で3つの従軍星章を受章した。
「伊168」はその後の戦闘によって撃沈されたが、田辺艦長は他の潜水艦に転属となっていたため終戦まで生き延びた。戦後GHQから「ヨークタウン」への攻撃について執拗な調査があり、その慎重かつ大胆な攻撃方法に調査を担当した米兵も驚いたとされている。
1998年5月19日に、海底に眠る「ヨークタウン」の船体が確認、撮影された。船尾から海底に衝突したために、最後部は変形しているが、それ以外では大規模な破損は見られていない。舷側には魚雷の命中による破孔が確認されている。

## 登場作品

### ゲーム
『Battlestations: Midway』
プレイヤーはミッドウェー海戦において、ヨークタウンを指揮して戦うことができる。
『鋼鉄の咆哮シリーズ』
敵艦にヨークタウン級が登場する他、プレイヤーが設計、使用可能な船体やパーツにもヨークタウンの物が存在する。また『鋼鉄の咆哮2 ウォーシップコマンダー』以降は完成艦としてヨークタウン級が購入可能。Windows版の『鋼鉄の咆哮2 ウォーシップコマンダー』では「第二次ミッドウェイ海戦」というミッドウェー海戦を基にしたステージが存在し、フランク・J・フレッチャー少将が搭乗しているヨークタウンを旗艦としたフレッチャー艦隊が目標として登場する。
『アズールレーン』
プレイヤーは建造、もしくはステージドロップにてヨークタウンを入手し、編成して戦うことが可能。　　　
『World of warships』
　　プレイヤーはヨークタウンを操作することが可能。